# Баштанка
Башта́нка (укр. Баштанка) — город в Николаевской области Украины, административный центр Баштанского района и Баштанской городской общины.

## Физико-географическая характеристика

### Географическое положение
Баштанка находится на юге степной зоны Украины, в 63 километрах от областного центра.
Расположена во 2-м часовом поясе (восточноевропейское время).

### Климат
Климат города умеренно континентальный с мягкой зимой и жарким летом.
Среднегодовая температура воздуха составляет 10 °C. Наиболее низкая среднемесячная температура — в январе (−3,1 °C), наиболее высокая — в июле (22,3 °C).
В среднем за год в Баштанке выпадает 472 миллиметров атмосферных осадков, меньше всего их в октябре, больше всего — в июле. Ежегодно образуется снежный покров, но его высота незначительна.
Относительная влажность воздуха в среднем за год составляет 73 %, наименьшая она в августе (60 %), наибольшая — в декабре (86 %).
Наименьшая облачность наблюдается в августе, наибольшая — в декабре.
Наибольшую повторяемость в городе имеют ветры с севера, наименьшую — с юго-востока. Наибольшая скорость ветра — в феврале, наименьшая — в июле-сентябре. В январе она в среднем равна 4,1 м/с, в июле — 3,1 м/с.

### Экология
Экологические проблемы Баштанки типичны для многих городов Украины: загрязнение водных объектов, атмосферы, подземных вод, качество питьевой воды, управление отходами, сохранение биологического разнообразия на территории города.

## Официальная символика
Современный герб утверждён 15 марта 1999 года. За основу был принят герб 1983 года.
Современный флаг утверждён 15 июля 1999 года. Он представляет собой полотнище с изображением герба и тремя горизонтальными полосами.

## История
Территория, где ныне находится Баштанка и вблизи от неё, была заселена с древних времён. Об этом свидетельствуют археологические находки. В кургане обнаружено парное скифское погребение (IV в. до н. э.). Среди различных изделий из дерева и камня, выявленных здесь, особую ценность представляют деревянные шкатулки. На одной из них сохранилась яркая миниатюра, на другой — часть надписи греческими буквами.
Основано село в начале XIX века переселенцами — преимущественно государственными крестьянами и казаками с Полтавщины и Черниговщины. Позднее здесь оседало немало беглых крепостных крестьян. Происхождение названия населённого пункта связывают с первыми поселенцами, среди которых большинство будто бы было с Полтавщины.
В 1817 году население Полтавки составляло 798 человек. Основными занятиями жителей села были скотоводство и земледелие. Оброчная и подушная подати, которые платили государственные крестьяне, составляли 12 руб. 30 коп. с ревизской души. Жители Полтавки страдали от частых неурожаев, нередко на полях всё уничтожала саранча.
В конце 1820-х годов село стало военным поселением и вошло в 1-й полк Бугской уланской дивизии. В 1830 году здесь насчитывалось 214 дворов, где проживало 1216 человек. За поселением закрепили 18,5 тыс. десятин земли, из которых около 17 тыс. составляла целина.
В конце XIX — начале XX в. в Полтавке, которая как центр волости входила в состав Херсонского уезда Херсонской губернии, проживало свыше 7 тыс. человек. Еженедельно собирались базары, трижды в год — ярмарки. В 1887 году действовало 44 мелких (преимущественно мукомольных) предприятия, имелось 27 лавок. По данным 1905 г., в селе насчитывалось 9 кузнецов, 5 сапожников, 12 столяров и 30 ткачей.
В результате столыпинской аграрной реформы уже в 1909 году выделились на отруба 27 кулацких хозяйств Полтавской волости. Они располагали 2307 десятинами пахотной земли, их укреплению способствовали кредитное и потребительское товарищества, организованные в 1904 году земством. Пользуясь кредитами этих товариществ, кулаки расширяли торговые операции. В то же время 163 из 1352 дворов Полтавки не имели земли, треть — рабочего скота, четвёртая часть — коров. Практически бедняки не могли приобрести землю. В 1909 году десятина стоила 187 руб. Из-за безземелья и малоземелья только в 1910 году 34 семьи вынуждены были переселиться в Тургайские степи и Приморский край. В 1914 году из Полтавской волости, в том числе и из Полтавки, выехало ещё 264 человека в Акмолинскую и Оренбургскую губернии. Часть переселенцев, полностью разорившись, возвратилась в село.
В декабре 1917 года в Полтавке установлена советская власть, создан волостной революционный комитет, а в январе следующего года избран волостной совет крестьянских депутатов, который приступил к разделу помещичьих земель и имущества среди малоземельных и безземельных крестьян.
В марте 1918 года село было занято австро-германскими войсками. С декабря до весны следующего года село было под контролем англо-французских войск. В марте 1919 года Полтавка при поддержке местных партизан была занята частями Красной Армии. В селе создали волревком, председателем его стал В. Ф. Гайдук. Земельная комиссия волревкома провела, согласно аграрным законам советской власти, перераспределение земли между крестьянами. На едока было выделено по 2,5 десятины.
18 августа 1919 года Полтавка была занята деникинцами. Члены партячейки и ревкома, ушедшие в подполье, начали готовить вооружённое восстание. Вскоре был организован партизанский отряд из 50 человек. Для установления связи сюда прибыл представитель Николаевского временного большевистского подпольного комитета. В ночь на 16 сентября колокола двух церквей ударили в набат. Это был сигнал к восстанию. На сельском сходе жители Полтавки избрали повстанческий комитет. В его состав вошли шесть коммунистов и пять беспартийных крестьян-бедняков. Повстанческий комитет направил своих представителей в Балацкое, Привольное, Пески, Христофоровку, Сергеевку и другие окрестные сёла. Вскоре их жители присоединились к восставшим. Так возникла Баштанская республика (по названию балки, у которой раскинулось село), на её территории была восстановлена советская власть. В рядах повстанцев насчитывалось более 4 тыс. вооружённых бойцов. Два месяца Баштанская республика противостояла белогвардейцам. 12 ноября 1919 года части деникинской армии окружили и 19 ноября взяли Полтавку. 26 января 1920 года село взято частями Красной армии.
В 1922 году в Полтавке возникли небольшие сельскохозяйственные артели.
В 1929 году в селе построили мельницу, позднее начали работать райпромкомбинат, выпускавший томатный сок и подсолнечное масло, промышленная артель им. Н. К. Крупской по ремонту и пошиву обуви, комбинат коммунальных предприятий. В 1936 году дала ток электростанция.
Накануне войны в селе проживало 8 тыс. человек.
12 августа 1941 года Баштанка была занята силами стран гитлеровской коалиции.

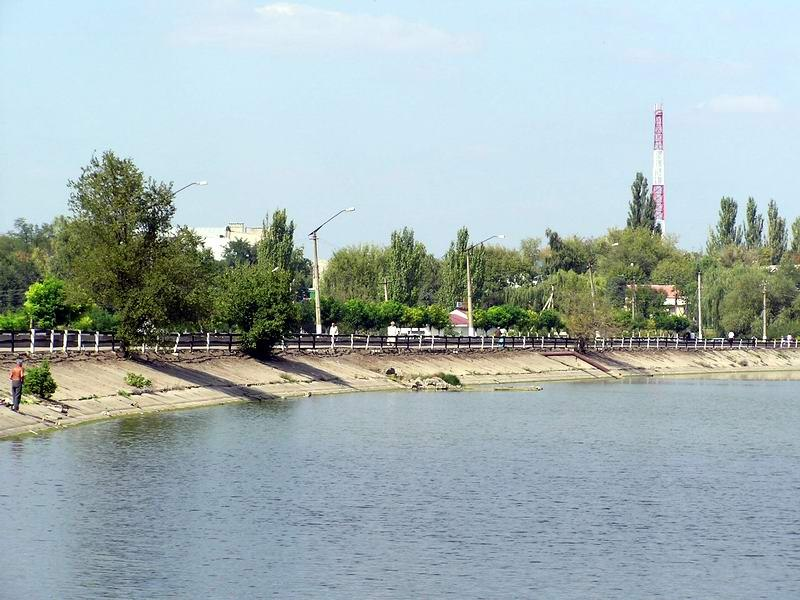
Центральный пруд

В 1952 году в Баштанке из пяти были созданы четыре колхоза — им. Коминтерна, им. Кирова, им. Калинина и «Україна».
В 1963 году Баштанка отнесена к категории посёлков городского типа. Баштанка застраивается по единому плану. Появились новые улицы — Чкалова, Советской Армии, Молодёжная, Олега Кошевого.
В 1955 году на центральной площади воздвигнут памятник В. И. Ленину (демонтирован в 2014 году).
В 1971 году в центре Баштанки сооружён памятник участникам вооружённого восстания против деникинцев. На постаменте из красного гранита, на котором возвышается фигура бойца с винтовкой в руках,— надпись: «В народной памяти вечно будет жить бессмертный подвиг героев борьбы за власть Советов». К 50-летию Баштанской республики на центральной площади установлена гранитная глыба, в которую заложили капсулу с письмом жителям Баштанки 2019 года.
В 1987 году Баштанка получила статус города.
В январе 1989 года численность населения составляла 12 873 человек, основой экономики в это время являлись предприятия пищевой промышленности и производство строительных материалов.

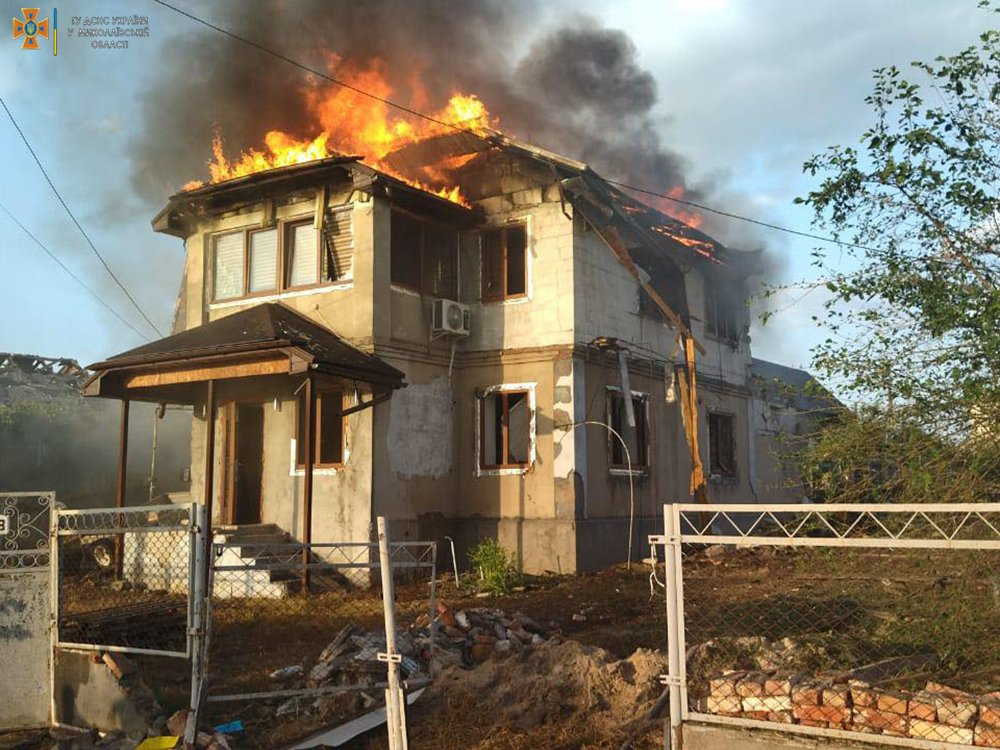
Жилой дом в Баштанке после российского обстрела 21 августа 2022 года во время вторжения российских войск в Украину

1 марта 2022 года в районе Баштанки произошла воздушная атака сил ВСУ на вторгшуюся колонну российских войск.

## Население
По данным переписи 2001 года, украинцы составляли 93,67 % населения Баштанки, русские — 4,30 %.
На 16 февраля 2024 года численность населения составляла около 13 тысяч человек.

### Языковой состав
Родной язык населения по данным переписи 2001 года:
| Язык       | Численность, чел. | Доля     |
| ---------- | ----------------- | -------- |
| Украинский | 12 422            | 95,03 %  |
| Русский    | 535               | 4,09 %   |
| Другие     | 115               | 0,88 %   |
| Итого      | 13 072            | 100,00 % |

Украинский язык является основным и единственным официальным языком Баштанки.
По данным Государственной службы статистики Украины в 2023/24 учебном году все 105 654 учащихся в учреждениях общего среднего образования в Николаевской области обучались в украиноязычных классах.

## Экономика
В структуре промышленности Баштанки основное место занимает пищевая промышленность (Баштанский сырзавод, Баштанский хлебобулочный комбинат).
Кроме этого, здесь находятся предприятия электротехнической и электронной промышленности. Функционирует цех по ремонту электрооборудования. Предприятие «Баштанская сельхозтехника» изготавливает многопрофильные пластиковые трубы, которые используются как для прокладки водопроводов, так и для газопроводов.

## Транспорт
Баштанка находится на трассе национального значения Н-11.
В 7 км от железнодорожной станции Явкино на линии Николаев — Долинская.
В городе был расположен аэродром, с ВПП длинной 750 метров, способный принимать лёгкие пассажирские и грузовые самолёты.
Основу городского транспорта составляют такси.

## Образование и культура

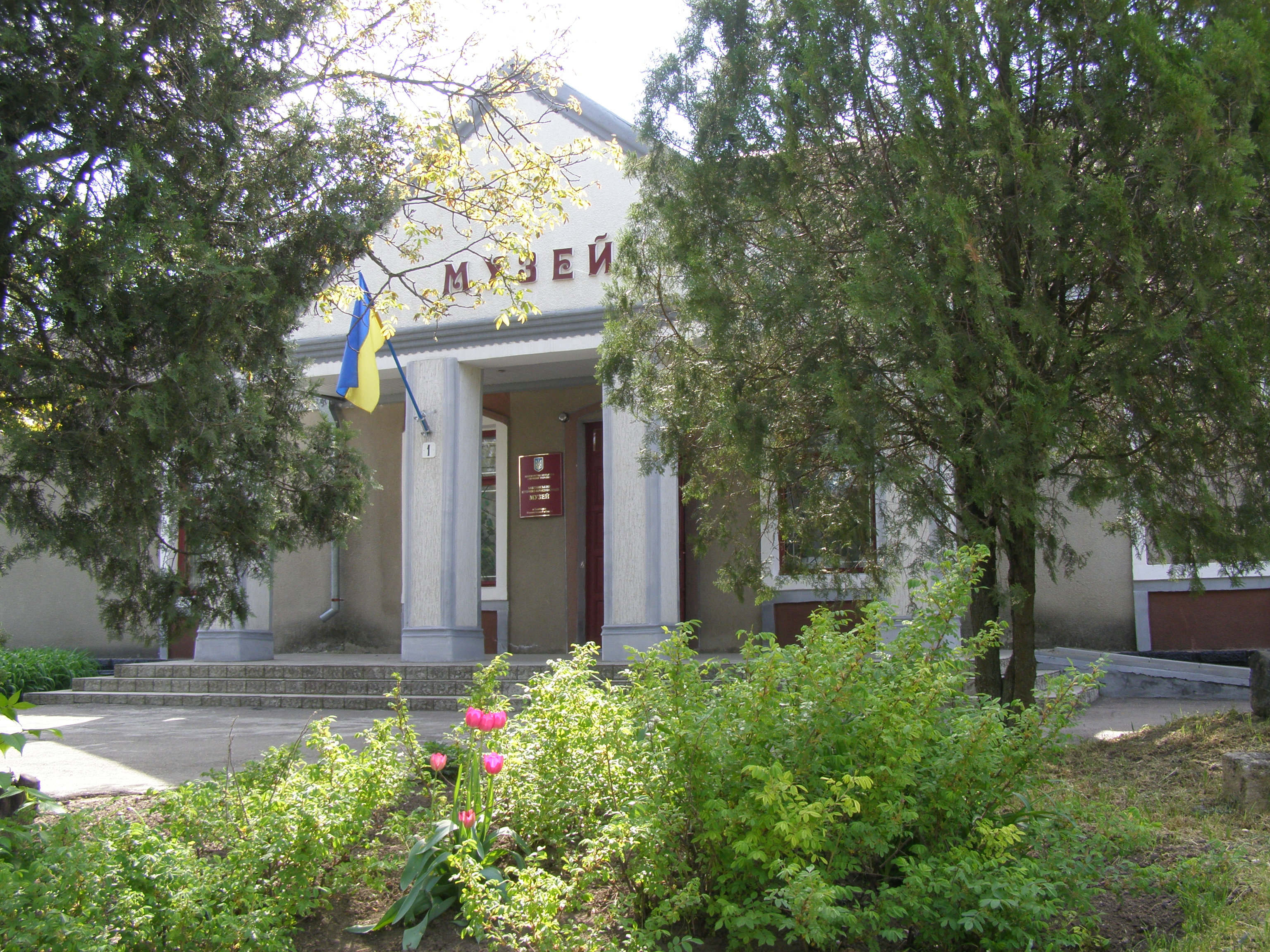
Краеведческий музей

- Баштанская общеобразовательная школа № 1
- Баштанская общеобразовательная школа № 2
- Баштанская гимназия
- Баштанское ПТУ № 9
- Баштанский межшкольный учебно-производственный комбинат

### Библиотеки
- Районная библиотека

### Дворцы и дома культуры

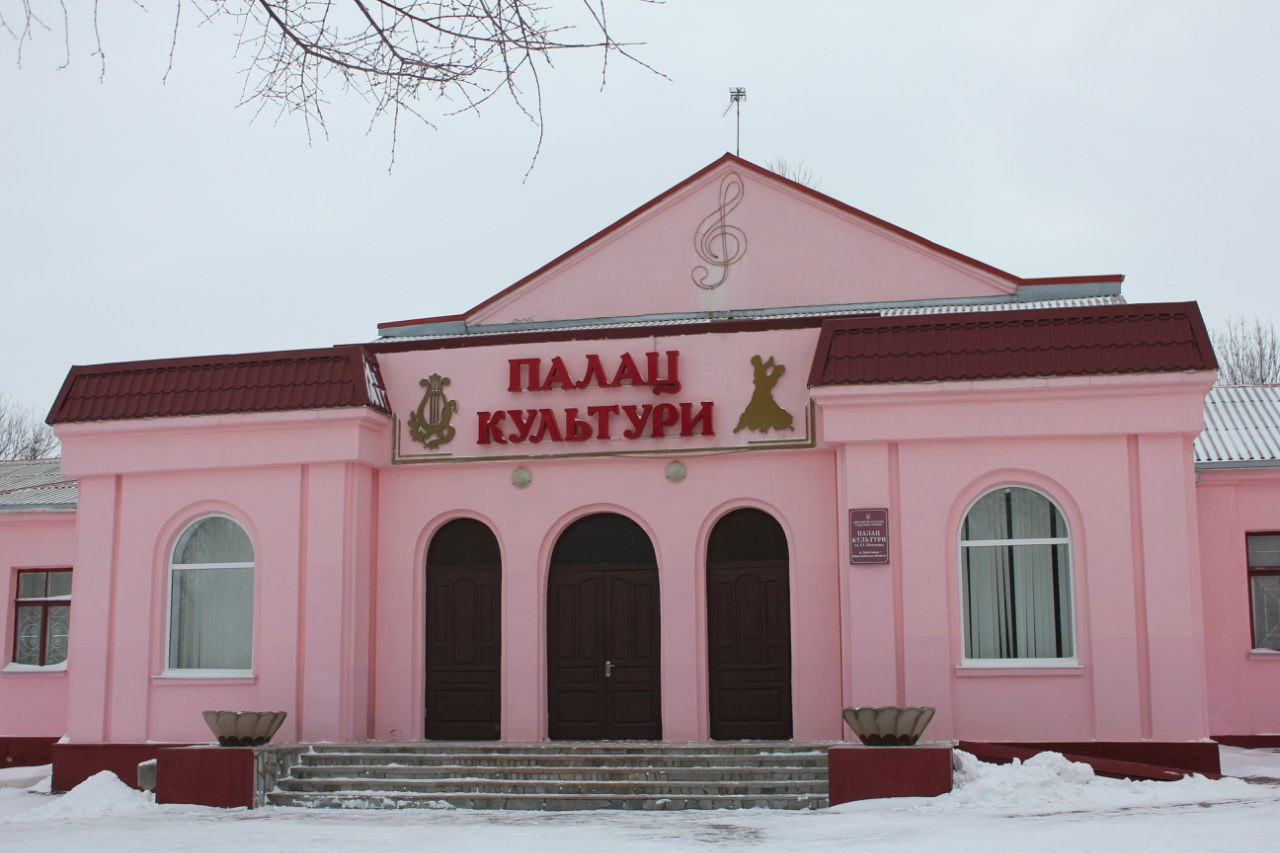
Дом культуры

- Дом культуры им. Т. Г. Шевченко.

## Местный совет
56100, Николаевская обл., Баштанский район, г. Баштанка, ул. Баштанской республики, 38

## Здравоохранение
Медицинская отрасль города представлена Баштанской ЦРБ, районными ФАП, санитарно-эпидемиологической станцией.

### Газеты
- Голос Баштанщины.

## Персоналии
- Довженко, Григорий Авксентьевич (1899—1980) — украинский художник-монументалист, Заслуженный художник УССР.
- Агеев, Леонид Николаевич (1921—2005) — Герой Советского Союза.
- Иван Бондаренко (1914—1944) — Герой Советского Союза.
- Вязовский, Григорий Андреевич (1919—1996) — литературовед, теоретик литературы.
- Железный, Николай Яковлевич (1910—1974) — Герой Советского Союза.